# Tadeusz Wolmer
Tadeusz Wolmer herbu Korwin – łowczy grodzieński w latach 1779–1797, komisarz Komisji Porządkowej Cywilno-Wojskowej województwa trockiego powiatu grodzieńskiego w 1790 roku.